# مدفع مضاد للدبابات

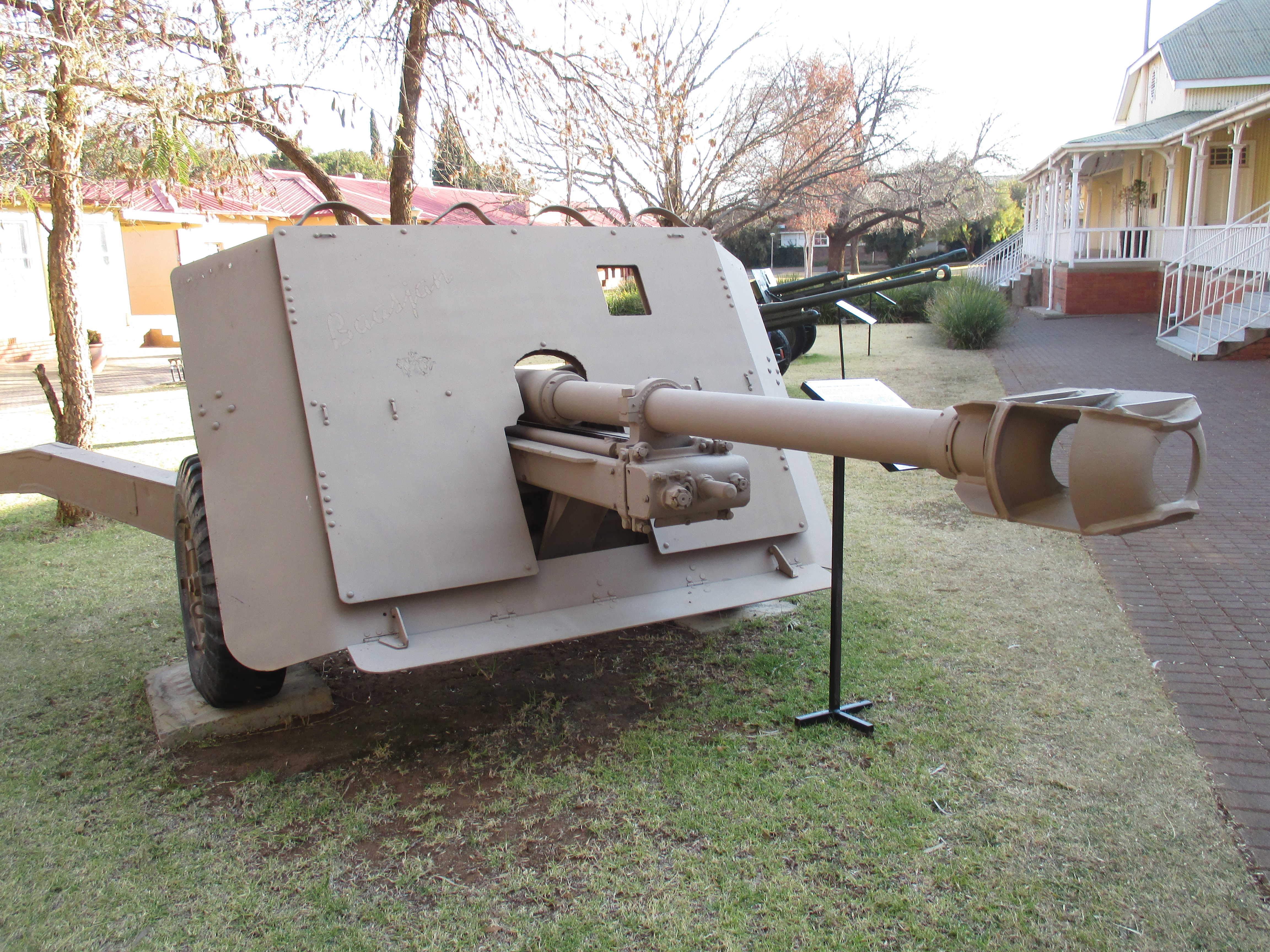
مدفع فرنسي من عيار 90 ملم مضاد للدبابات مثبت على عربة QF 17-pounder.

المدفع المضاد للدبابات هي شكل من أشكال المدفعية المصممة لتدمير الدبابات وغيرها من المركبات القتالية المدرعة، عادة من موقع دفاعي ثابت. تم تطوير الذخائر المتخصصة المضادة للدبابات والمدافع المضادة للدبابات بسبب ظهور الدبابات خلال الحرب العالمية الأولى. لتدمير الدبابات المعادية، غالبًا ما استخدم رجال المدفعية المدافع الميدانية لإطلاق النار مباشرة على أهدافهم. ومع ذلك، فإن هذه الممارسة أنفقت الكثير من الذخائر القيمة وكانت ذات فعالية محدودة بشكل متزايد حيث أصبحت دروع الدبابة أكثر سمكًا. بدأت أول مدفعية مخصصة مضادة للدبابات في الظهور في عشرينيات القرن العشرين وبحلول الحرب العالمية الثانية كان ظهورًا شائعًا في العديد من الجيوش الأوروبية. من أجل اختراق الدروع، أطلقوا ذخيرة متخصصة من البراميل الأطول لتحقيق سرعة أعلى من البنادق الميدانية. تم درى تطوير معظم البنادق المضادة للدبابات في ثلاثينيات القرن العشرين مع ملاحظة التحسينات في الدبابات،  وأنتج كل مصنع رئيسي للأسلحة نوعًا أو آخر.
غالبًا ما كان يتم استخدام البنادق المضادة للدبابات التي تم نشرها خلال الحرب العالمية الثانية بواسطة مشاة متخصصين بدلاً من طواقم المدفعية، ويتم إصدارها إلى وحدات المشاة الخفيفة وفقًا لذلك. كانت المدافع المضادة للدبابات في الثلاثينيات من عيار صغير؛ استخدمت جميع الجيوش الرئيسية التي تمتلكها تقريبًا ذخيرة 37 مم، باستثناء الجيش البريطاني، الذي طور 40 مم Ordnance QF 2-pounder. مع تقدم الحرب العالمية الثانية، أدى ظهور الدبابات الأثقل إلى جعل هذه الأسلحة عفا عليها الزمن والبنادق المضادة للدبابات بدأت بالمثل في إطلاق طلقة أكبر وأكثر فعالية خارقة للدروع. تطوير مقذوف مجوف ذو شحنة مجوفة يتغير بشكل دائم للحرب المضادة للدبابات، لأن هذا النوع من الذخيرة لا يعتمد على سرعة عالية ويمكن إطلاقه من الأسلحة الخفيفة منخفضة الارتداد، المحمولة على الإنسان، مثل بانزر فاوست الألماني.